# Governo Gomes da Costa
Il II governo della Dittatura Nazionale entrò in carica il 17 giugno 1926 e cessò le sue funzioni il 9 luglio successivo. A capo si trovava Manuel Gomes da Costa che inizialmente assunse la guida di tutti i ministeri con portafoglio. Già il 18 giugno António Claro fu nominato Ministro degli Interni e ulteriori cambiamenti si ebbero il 16 giugno e il 6 luglio.
Tra il 17 e il 28 giugno a causa della vacanza della carica di Presidente della Repubblica, l'intero consiglio dei ministri svolse le funzioni di Capo di Stato. La situazione si risolse il 29 giugno 1926 quando Gomes da Costa, con decreto nr. 11789, fu nominato Presidente della Repubblica.

## Composizione
La composizione era la seguente:
| Incarico                                     | Titolare | Titolare                    | Mandato        | Mandato        |
| Incarico                                     | Titolare | Titolare                    | Dal            | Al             |
| -------------------------------------------- | -------- | --------------------------- | -------------- | -------------- |
| Presidente del Consiglio dei ministri        |          | Manuel Gomes da Costa       | 17 giugno 1926 | 9 luglio 1926  |
| Ministeri                                    |          |                             |                |                |
| Ministro dell'Interno                        |          | Manuel Gomes da Costa       | 17 giugno 1926 | 18 giugno 1926 |
| Ministro dell'Interno                        |          | António Claro               | 18 giugno 1926 | 6 luglio 1926  |
| Ministro dell'Interno                        |          | Manuel Gomes da Costa       | 6 luglio 1926  | 9 luglio 1926  |
|                                              |          |                             |                |                |
| Ministro di Giustizia e del Culto            |          | Manuel Rodrigues            | 17 giugno 1926 | 9 luglio 1926  |
|                                              |          |                             |                |                |
| Ministro delle Finanze                       |          | António de Oliveira Salazar | 17 giugno 1926 | 19 giugno 1926 |
| Ministro delle Finanze                       |          | Filomeno da Câmara          | 19 giugno 1926 | 9 luglio 1926  |
|                                              |          |                             |                |                |
| Ministro della Guerra                        |          | Manuel Gomes da Costa       | 17 giugno 1926 | 9 luglio 1926  |
|                                              |          |                             |                |                |
| Ministro della Marina                        |          | Jaime Afreixo               | 17 giugno 1926 | 9 luglio 1926  |
|                                              |          |                             |                |                |
| Ministro degli Affari esteri                 |          | Oscar Carmona               | 17 giugno 1926 | 6 luglio 1926  |
| Ministro degli Affari esteri                 |          | Martinho Nobre de Melo      | 6 luglio 1926  | 9 luglio 1926  |
|                                              |          |                             |                |                |
| Ministro del Commercio e delle Comunicazioni |          | Abílio Passos e Sousa       | 17 giugno 1926 | 9 luglio 1926  |
|                                              |          |                             |                |                |
| Ministro delle Colonie                       |          | Manuel Gomes da Costa       | 17 giugno 1926 | 19 giugno 1926 |
| Ministro delle Colonie                       |          | Armando da Gama Ochoa       | 19 giugno 1926 | 6 luglio 1926  |
| Ministro delle Colonie                       |          | João de Almeida             | 6 luglio 1926  | 9 luglio 1926  |
|                                              |          |                             |                |                |
| Ministro della Pubblica Istruzione           |          | Joaquim Mendes dos Remédios | 17 giugno 1926 | 19 giugno 1926 |
| Ministro della Pubblica Istruzione           |          | Artur Ricardo Jorge         | 19 giugno 1926 | 6 luglio 1926  |
|                                              |          |                             |                |                |
| Ministro dell'Agricoltura                    |          | Felisberto Pedrosa          | 17 giugno 1926 | 9 luglio 1926  |